# Бешенковичское гетто
Бешенко́вичское гетто (лето 1941 — 11 февраля 1942) — еврейское гетто, место принудительного переселения евреев посёлка Бешенковичи и близлежащих населённых пунктов в процессе преследования и уничтожения евреев во время оккупации территории Белоруссии войсками нацистской Германии в период Второй мировой войны.

## Создание гетто
В посёлке Бешенковичи в 1939 году жили 1119 евреев — 26,3 % жителей. Посёлок был захвачен немецкими войсками 6 июля 1941 года, и оккупация города длилась почти три года — до 25 (26) июня 1944 года.
Немцы сразу установили особый порядок для евреев. Им было приказано прибить на свои дома и нашить спереди и сзади на одежду жёлтые шестиконечные звезды, и им запрещалось свободно передвигаться: выходить из домов в ночное время и выходить за пределы городской черты. Под угрозой расстрела евреям запрещалось выезжать в другие населенные пункты. Даже просто ходить стало опасно — первым евреем, убитым в Бешенковичах, стал Дубров, который возвращался домой с продуктами, выменянными на вещи, и был застрелен немцем на улице. Жителям поселка было приказано не общаться с евреями. Немцы грабили и громили еврейские дома, насиловали еврейских девушек на глазах у их родных.
Реализуя нацистскую программу уничтожения евреев, немцы создавали гетто почти во всех городах и населённых пунктах Беларуси, где проживало еврейское население. Так и в Бешенковичах осенью 1941 года, примерно в ноябре, оккупанты согнали евреев в гетто.

## Условия в гетто

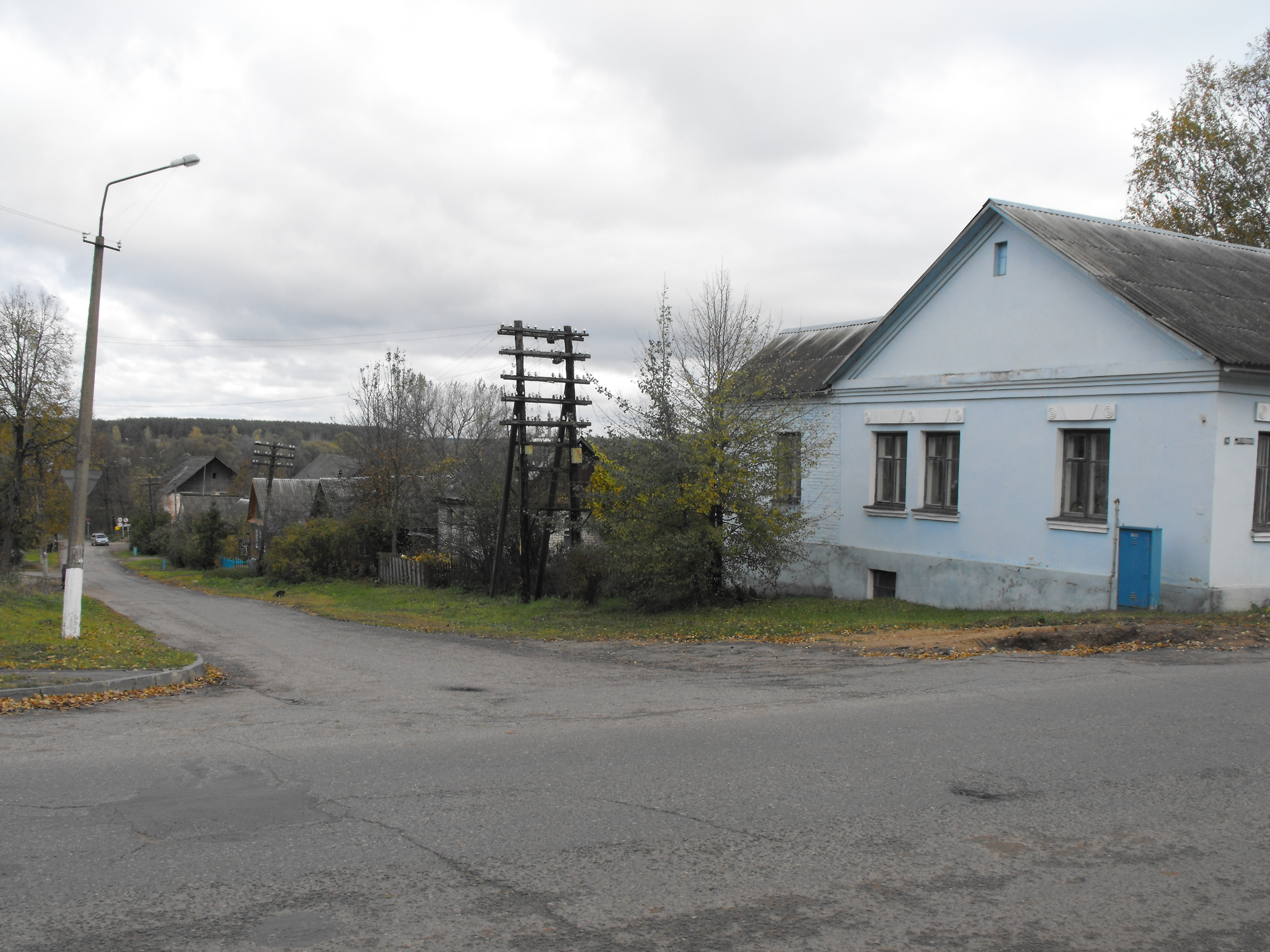
Спуск к реке по улице Советской, по которой евреев Бешенковичского гетто вели на расстрел

Узников заставили жить по 5-6 семей в доме. В основном эти дома находились по Лепельскому большаку (ныне улица Свободы), по улицам Лепельской и Чашникской — и эта часть улиц была огорожена. Домов в гетто было более десяти. В поселке Стрелка это был один дом, стоявший на берегу Двины, и до войны принадлежавший Юдовину Шае.
Жили евреи гетто за счет того, что пытались обменивать свои вещи на продукты питания. Тяжелее всего было детям, старикам и больным, и особенно трудно стало с наступлением холодов.
Случаи побега из гетто были практически исключены. Бежать было некуда, а местных жителей жестоко наказывали за помощь евреям.
По воспоминаниям свидетелей: «Каждый день евреев собирали в парке, и немцы отбирали людей для работы. Немец, снаряжавший на работу, надевал на палку горлышко от бутылки и этой палкой бил по головам и спинам. И немцы, и полицаи свирепствовали одинаково, людей расстреливали просто так, для развлечения».

## Уничтожение гетто
Перед самым уничтожением контроль над евреями со стороны нацистов был специально ослаблен, и у многих появилась надежда, что их не тронут. Но это был обман — 11 февраля 1942 года комендант объявил, что состоится уничтожение евреев и приказал собрать подводы. За день до этого пленным (30 человек) было приказано выкопать яму. 11 февраля 1942 года был солнечный и очень морозный день. В 10 часов утра всех евреев (более чем 800 человек, в основном — старики, женщины и дети) вооруженные немцы выгнали на улицу и согнали на площадь к церкви. Никаких вещей и продуктов брать с собой не разрешалось. Первую группу евреев, составивших большинство из собравшихся на площади, колонной погнали по улице Свободы через замерзшую Двину на расстрел. Охрана была небольшой (примерно 16 человек), возглавлял конвоиров и шел впереди колонны лейтенант Кубан. В убегавших стреляли, и на обочинах лежали окровавленные тела, стоял страшный крик. Первую группу привели на опушку леса примерно в одном километре за рекой у поселка Стрелка, недалеко от дороги Бешенковичи-Шумилино, и приказали опуститься на колени. Лейтенант Кубан (Кубель) приказал фельдфебелю Витгеру взять 6-7 жандармов и привести оставшихся евреев.
Перед расстрелом приговоренных раздели до нижнего белья и заставили снять обувь. Перед ними выступил Ризькин — начальник дорожного управления, и сказал, что евреи должны смириться со смертью, потому что «это кара за предательство Христа». К яме длиной 10 метров и глубиной 3 метра, находившейся примерно в 30 метрах, отводили по несколько человек. Через яму были перекинуты три широкие доски, обреченных людей заставляли бежать по ним один за другим, а четыре немца стреляли по бежавшим из автоматов. На дне ямы два немецких солдата растаскивали тела убитых по сторонам. В яму падали живые и мертвые, многих засыпали живыми. Убийство продолжалось до 16:00. Звуки стрельбы были слышны в Бешенковичах, и местное население понимало, что происходит.
Тела евреев, убитых во время конвоирования к месту расстрела, а также немощных стариков и больных, которые не могли идти сами к месту расстрела, затем собрали и на подводах свезли в яму, которая была выкопана одновременно с первой, имела примерно те же размеры и находилась рядом с ней. Место расстрела охранялось немцами около недели, и местные жители не могли к ней подойти.
Одежду, снятую евреями перед смертью, немцы собрали и свезли к себе, во двор здания комендатуры (находилось на месте нынешнего райисполкома), и затем продавали местному населению.
Затем в этом же месте было несколько расстрелов тех евреев, которые ещё оставались в живых. Немцы временно оставили в живых шорников, портных, одного врача и других нужных им специалистов — и в гетто теперь находилось только 40-50 человек. Также немцы расклеивали объявления, что оставшиеся в живых евреи могут вернуться, их не тронут, и они будут помогать мастерам. Зимой 1943 года и эти последние бешенковичские евреи были убиты возле усадьбы «Старый Мариенфельд» примерно в 1 километре от Бешенковичей по направлению к Сенно:

Я увидела, как каратели на грузовой машине привезли на расстрел евреев. Несколько полицаев пошли по полю к болотцу, а затем к тому месту подъехала машина с пленниками. До этого кем-то была вырыта яма на этом болотце. Каратели брали из автомашины одного арестованного, подводили к яме и расстреливали. Среди евреев были и мужчины, и женщины… После войны трупы расстрелянных никто не перезахоранивал. На месте расстрела никаких надгробий и памятников нет. Нет и могилы как таковой. После войны болотце было осушено и всё запахано.— Из воспоминаний очевидицы Петуховой Ульяны Даниловны

## Организаторы и исполнители массовых убийств

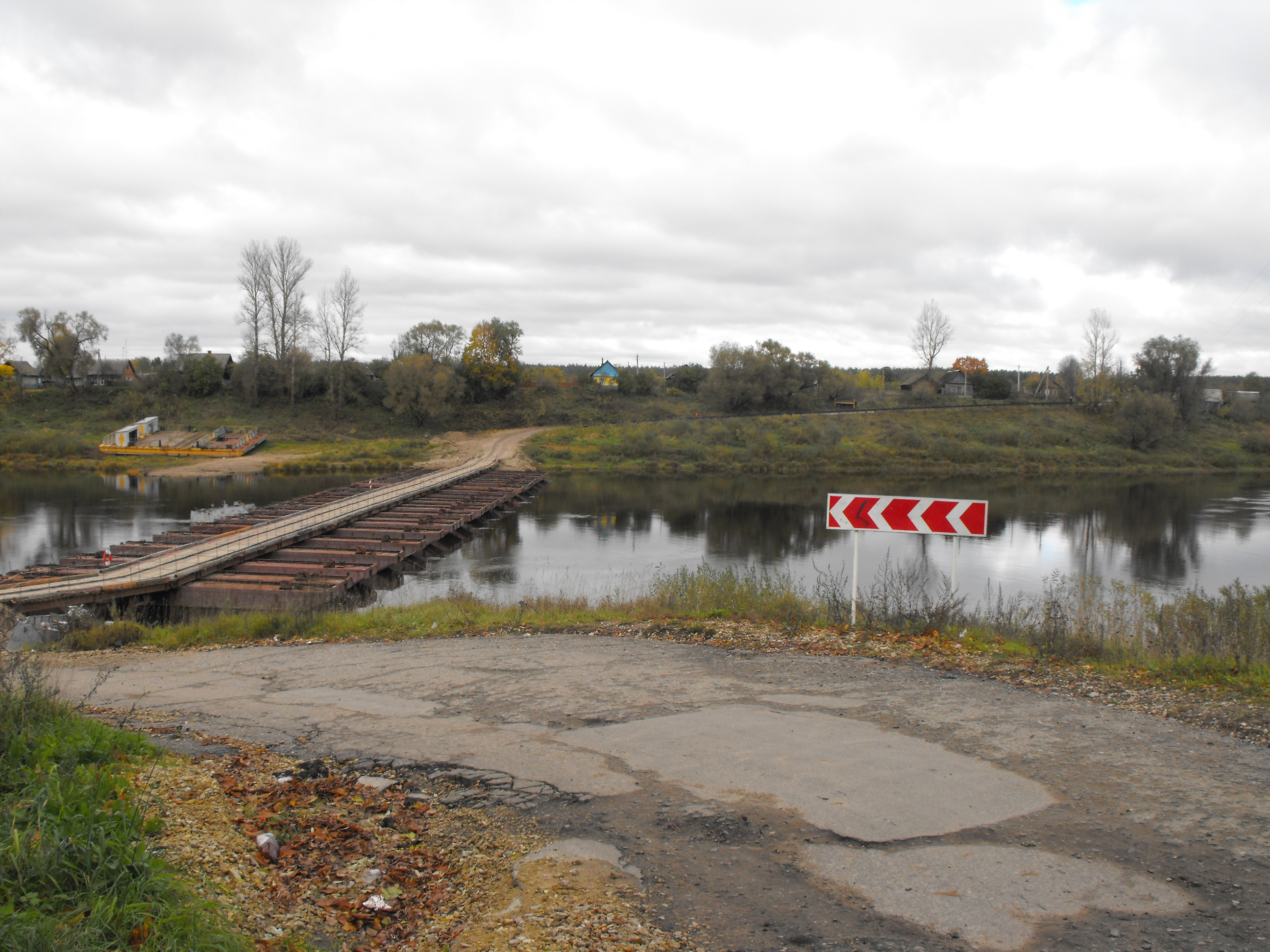
Вид со стороны Бешенковичей с улицы Советской на бывший посёлок Стрелка, где произошло убийство евреев и где установлен памятник

Сохранились имена некоторых из организаторов и исполнителей «акций» (таким эвфемизмом гитлеровцы называли организованные ими массовые убийства) против евреев в Бешенковичах. Это лейтенант Кубан, комендант майор Майснер, жандарм-фельдфебель Милвгазе и другие — всего более 100 человек немцев и местных полицаев. Начальником подразделения СД в местечке был Филипп Василевский. В полиции служил Фёдор Бондаренко.

## Случаи спасения и «Праведники народов мира»
Фишельман Дыня Менделевна, 1909 года рождения, спаслась, потому что уже возле расстрельной ямы немцы приняли её за русскую и отпустили.
Отдельные жители Бешенковичей, несмотря на угрозу смерти, спасали односельчан-евреев. Пестунов Харитон Васильевич 11 февраля 1942 года в то время, когда немцы сгоняли узников гетто на улицу, спрятал у себя 7 евреев. Нацисты обнаружили их, забрали вместе с Пестуновым и погнали на расстрел вместе с остальными евреями — и только чудом он не был убит.
Перегуд Николай Илларионович и его жена Анна за спасение семьи Немцовых были удостоены почетного звания «Праведник народов мира» от израильского Мемориального комплекса Катастрофы и героизма еврейского народа «Яд ва-Шем» «в знак глубочайшей признательности за помощь, оказанную еврейскому народу в годы Второй мировой войны» (решение № 751).

## Память
Благодаря воспоминаниям свидетелей, сохранились отдельные фамилии и имена убитых евреев.
После войны евреи начали сбор средств на установку памятника жертвам геноцида евреев в Бешенковичах. Деньги присылали дети и родственники погибших из разных городов Советского Союза. И памятник, и ограда были привезены из Ленинграда. Памятник был установлен на братской могиле на месте расстрела с надписью на русском языке и идише: «Здесь похоронено 1068 местных жителей, погибших от рук гитлеровцев 11.02.1942 г.».